# Neoconis dentata
Neoconis dentata är en insektsart som beskrevs av Meinander 1972. Neoconis dentata ingår i släktet Neoconis och familjen vaxsländor. Inga underarter finns listade i Catalogue of Life.